# Герб Якимівки
Герб Яки́мівки затверджений 25 грудня 2003 року рішенням № 6 Якимівської селищної ради.

## Опис
Герб смт. Якимівка складається з щита, який розмежований по вертикалі на дві рівні частини: червону та зелену. Червона — символізує бойове минуле селища, а зелена — його надійне майбутнє. У центрі щита міститься коло блакитного кольору, як символ вірності і честі. Це також колір неба, а в цьому випадку символізує безтурботне мирне життя. Коло обрамляється сонцем, яке сходить, та соняшником. На фоні сонця колосся пшениці. Саме соняшник та колосся пшениці вважають золотом селища.

## Значення символіки
Сонце на гербі символізує надію людей на добробут та краще майбутнє. У центрі кола зображена заглавна літера «Я», яка відображає в одному великому я всіх мешканців селища. Це символ самовираження селища та його мешканців.
Герб обрамляється золотом, жовтий колір якого означає заможність. У нижній частині герба розміщено рік утворення селища — 1833.
Автор проекту герба — Вікторія Романюк, викладач школи мистецтв, та робоча група з утворення геральдики селища.
Співвідношення сторін щита — 1 : 1. Рекомендуються розміри — кабінетний (висота 37 см), на фасадах будинків — розміри окремо для кожного.